# Bengt Hultgren
Bengt Erik Helle Hultgren, född den 15 oktober 1914 i Torrlösa församling, Malmöhus län, död den 1 oktober 2001 i Halmstad, var en svensk militär.
Hultgren avlade studentexamen i Lund 1934 och officersexamen 1937. Han blev löjtnant vid Södra skånska infanteriregementet 1939 och kapten där 1945. Hultgren övergick som kapten till generalstabskåren 1952, befordrades till major vid Södermanlands regemente 1955, till överstelöjtnant vid Hallands regemente 1960 och till överste i armén 1965. Han tjänstgjorde vid Försvarets kommandoexpedition 1952–1955, var ställföreträdande chef för svenska delegationen vid övervakningskommissionen i Korea 1955, kejserlig rådgivare i Etiopien 1958–1961 och militär expert vid svenska FN-representationen i New York från 1965. Hultgren var en tid medlem av svenska fäktningslandslaget. Han blev riddare av Svärdsorden 1955.